# میسونی
میسونی (انگلیسی: Missoni) شرکت پوشاک ایتالیایی است، که در زمینه تولید محصولات چرمی و انواع لباس، فعالیت می‌کند. شرکت میسونی در سال ۱۹۵۳ توسط اوتاویو میسونی در شهر گالاراته، لمباردی تأسیس شد و هم‌اکنون خانواده میسونی همچنان مالک اکثریت سهام این شرکت می‌باشد. دفتر مرکزی شرکت میسونی در شهر وارزه قرار دارد.